# Perafort
Perafort è un comune spagnolo di 613 abitanti situato nella comunità autonoma della Catalogna.